# Альфредо Фелікс Крістіані Буркард
Альфредо Фелікс Крістіані Буркард (ісп. Alfredo Félix Cristiani Burkard; 22 листопада 1947, Сан-Сальвадор) — сальвадорський підприємець, політик і державний діяч, Президент Сальвадору (1989—1994). Один з керівників правої партії Національний республіканський альянс (АРЕНА). Соратник і наступник Роберто Д'Обюссона. У період президентства Альфредо Крістіану було досягнуто згоди про припинення громадянської війни в Сальвадорі і проведені Неоліберальні економічні реформи. 

## Життєпис
Народився в родині заможного землевласника італійського походження. Фелікс Крістіані — батько Альфредо Крістіані — був кавовим плантатором, займався великим агробізнесом. Марго Буркард де Крістіану — мати Альфредо Крістіану — походила з родини швейцарських іммігрантів.
Дитинство і юність Альфредо Крістіану провів в привілейованих умовах. Навчався в престижній школі, захоплювався спортом — баскетболом, сквош, потім мотоперегонами і планеризмом. Вищу освіту здобув в Джорджтаунському університеті США. За фахом — бізнес-адміністратор.
Повернувшись до Сальвадору, Альфредо Крістіані працював в сімейному бізнесі. Займався комерцією в сфері кави, бавовни і фармацевтики. Заснував комерційну компанію Semillas Cristiani Burkard (SCB). Дотримувався правих консервативних поглядів, але не виявляв інтересу до політичної діяльності.

## Політична діяльність
У 1979 році розпочалася громадянська війна в Сальвадорі. Різке посилення політичної ситуації спонукало Альфредо Крістіану зайнятися політикою. Він вступив до партії Національний республіканський альянс (АРЕНА), створену командиром ультраправих ескадронів смерті майором Роберто Д'Обюссоном. Був близьким соратником Д'Обюссон, намагався наслідувати його в стилі і риториці. При цьому спостерігачі констатували разючий контраст між помірним і нехаризматичним Крістіані і темпераментним ватажком «ескадронів смерті».
У 1984 році в Сальвадорі відбулися президентські вибори. Майор Д'Обюссон поступився лідеру Християнсько-демократичної партії (ХДП) Хосе Наполеону Дуарте. На той час прихід до влади прокомуністичної партизанського руху ФНЗФМ був уже малоймовірний.
Після невдачі на виборах Роберто Д'Обюссон перейшов в статус почесного голови партії АРЕНА. Своїм наступником на чолі партії він назвав Альфредо Крістіані. При цьому Д'Обюссон відзначав, що «надто ввічливі» манери нового голови будуть негативно сприйняті союзниками партії з числа армійських офіцерів.
На парламентських виборах 1988 року Альфредо Крістіані був обраний депутатом Законодавчої асамблеї Сальвадору.

## Президент Сальвадору
У 1989 році в Сальвадорі знову відбулися Президентські вибори. Альфредо Крістіані балотувався від партії Арена. На той час ідеологія і політичний курс партії помітно еволюціонували від правого радикалізму в сторону націонал-консерватизму. Передвиборчу кампанію Крістіані вів під гасла припиненням Громадянської Війни і лібералізації економіки. При цьому він обіцяв залишити в силі результати популярної аграрної реформи, проведеної Християнськими демократами під керівництвом Хосе Антоніо Моралеса Ерліха.
Альфредо Крістіані здобув перемогу над кандидатом ХДП Фіделем Чавесом Мена. За Крістіані проголосували майже 54 % виборців, за Чавеса Мена — близько 36,5 %. Це виглядало вражаючим реваншем за поразку у 1984 році. 1 червня 1989 року Альфредо Крістіані офіційно вступив на посаду президента Сальвадору. Партія АРЕНА вперше прийшла до влади.
Перші місяці президентства Крістіані ознаменувався різкою ескалацією громадянської війни. 11 листопада 1989 року збройні сили Фронту національного звільнення почали масований наступ. Вперше партизани атакували передмістя Сан-Сальвадору. Вони зробили серію вбивств офіцерів, чиновників і приватних осіб, відомих проурядової позицією. Уряд відповів посиленням репресій проти лівих активістів і жорсткими каральними рейдами в зоні бойових дій. Раніше «ескадрони смерті» зробили кілька великих терактів в столиці.
16 листопада 1989 року бійці батальйону Атлакатль скоїли вбивство восьми осіб в католицькому центрі Центральноамериканського університету. Загинули шестеро священиків — єзуїтів (п'ятеро іспанців, в тому числі Ігнасіо Ельякуріа, і один сальвадорець), їх економка і її дочка. Причина полягала в тому, що з часів архієпископа Оскара Ромеро, убитого бойовиками Д'Обюссон, сальвадорська католицька церква, особливо єзуїти, вважалися союзниками лівих сил. Католицький центр університету розглядався як напівлегальна база ФНЗФМ. На тлі партизанського настання було прийнято рішення нейтралізувати цю небезпеку. Альфредо Крістіані як глава держави і верховний головнокомандувач вважається відповідальним за дану акцію.
Але саме після цих подій, з весни 1990 року, почалися інтенсивні переговори уряду з ФНЗФМ. Запеклі бої, теракти, розправи позначили військовий тупик. Обидві сторони усвідомили необхідність угоди, спроби досягти якого робилися і раніше. Остаточна мирна угода була підписана 16 січня 1992 року в Чапультепекському палаці (Мехіко).
Були досягнуті домовленості про припинення вогню, встановлення миру, легалізації ФНЗФМ як політичної партії, скорочення і реформування збройних сил (зокрема, був розформований батальйон «Атлакатль»), створення нової цивільної поліції. Партизанська армія демобілізуватись, частина її кадрів інтегрувалася в нові силові структури. Розформовувалися і перезасновувалися на паритетній основі органи держбезпеки, розвідки і контррозвідки. Особливе значення мала соціально-економічна частина: розділ великих земельних володінь між селянами, наділення землею колишніх партизан, створення представницького органу профспілок, бізнес-асоціацій і уряду для демократичного обговорення державної економічної політики. Завершення громадянської війни стало головним досягненням президентства Альфредо Крістіану. Через місяць з невеликим після Чапультепекской угод помер Роберто Д'Обюссон. Президент Крістіані, вперше вимушений постійно озиратися на позицію засновника партії, став безумовним лідером партії.
Альфредо Крістіані був прихильником чилійської моделі Піночета, з інтересом ставився до досвіду Пак Чон Хі в Південній Кореї і Гоміньдана на Тайвані. Його політика характеризувалася масштабними неоліберальними реформами: приватизацією банків і великих об'єктів нерухомості, урізанням бюджетних витрат, зниженням податків та імпортних мит, зняттям контролю над цінами, спрощенням правил ведення бізнесу і торгівлі, прив'язкою курсу колона до долару. Цей курс підтримували підприємці, яскравим представником якого виступав один із засновників партії АРЕНА Рікардо Вальдівьесо. Така політика сприяла зростанню інвестицій і отримання іноземних кредитів. Сукупність цих факторів відбилося в помітному зростанні ВВП Сальвадору.
Зворотним боком було загострення соціальних проблем, зростання безробіття і злочинності. Відносно Крістіані, членів його сім'ї та найближчих партійних соратників виникали підозри в корупції. Підозрам сприяв сімейний бізнес Крістіані — агрокомпанія SCB була продана Monsanto Company тільки в літку 2008 року.
У внутрішній політиці, соціальному і культурному житті уряд Крістіані проводив консервативний курс з акцентом на католицькі цінності і націоналістичні принципи Д'Обюссон «Сальвадор по-перше, по-друге і по-третє!» при цьому партія АРЕНА намагалася змінити сформований імідж «партії ескадронів смерті» і постати «сучасною консервативною партією». Однак представники партії постійно підкреслювали вірність «заповітам Д'Обюссон». Крістіані стверджував, що тільки завдяки участі Д'Обюссон Сальвадору вдалося прийти до миру.
Чергові президентські вибори пройшли в Сальвадорі у 1994 році. Національний республіканський альянс залишився при владі, главою держави було обрано Армандо Кальдерон Сіль. Альфредо Крістіані покинув президентський пост і активно зайнявся бізнесом. При цьому він зберіг великий політичний вплив як один з керівників партії АРЕНА і лідер групи підприємців, які більш за всіх виграли від приватизації. Брав участь в передвиборних кампаніях партії АРЕНА, в тому числі після переходу партії в опозицію. Представники ФНЗФМ звинувачували Крістіані в недобросовісному веденні бізнесу, маніпулюванні монопольними цінами і зв'язках з організованою злочинністю.
У 2008 році американські та іспанські правозахисники подали до іспанського суду заяву, в якій звинуватили Альфредо Крістіані і чотирнадцять сальвадорських військових у вбивстві єзуїтів 16 листопада 1985 року. На наступний рік позов був прийнятий до розгляду на підставі принципу Універсальної юрисдикції. При цьому Центральноамериканський університет і Орден єзуїтів не мали відношення до позову. У 2011 році іспанський суддя Елой Веласко виніс обвинувальні вироки стосовно групи військових, але звільнив від відповідальності Альфредо Крістіані.